# Cofradía, Sinaloa
Cofradía är en ort i Mexiko.   Den ligger i kommunen Mazatlán och delstaten Sinaloa, i den centrala delen av landet, 800 km nordväst om huvudstaden Mexico City. Cofradía ligger 38 meter över havet och antalet invånare är 496.
Terrängen runt Cofradía är platt västerut, men österut är den kuperad. Runt Cofradía är det ganska tätbefolkat, med 139 invånare per kvadratkilometer. Närmaste större samhälle är Mazatlán, 18,6 km sydväst om Cofradía. I omgivningarna runt Cofradía växer i huvudsak lövfällande lövskog.